# Бузулук (Акмолинская область)
Бузулук (каз. Бұзылық) — село в Есильском районе Акмолинской области Казахстана. Административный центр Бузулукского сельского округа. Код КАТО — 114837100.

## Население
В 1999 году население села составляло 909 человек (446 мужчин и 463 женщины). По данным переписи 2009 года в селе проживали 574 человека (286 мужчин и 288 женщин).

## История
Основано немецкими переселенцами в 1908 г.

## Известные жители и уроженцы
- Киреев, Николай Иванович (1933—2008) — Герой Социалистического Труда.